# Протести в Білорусі 2011

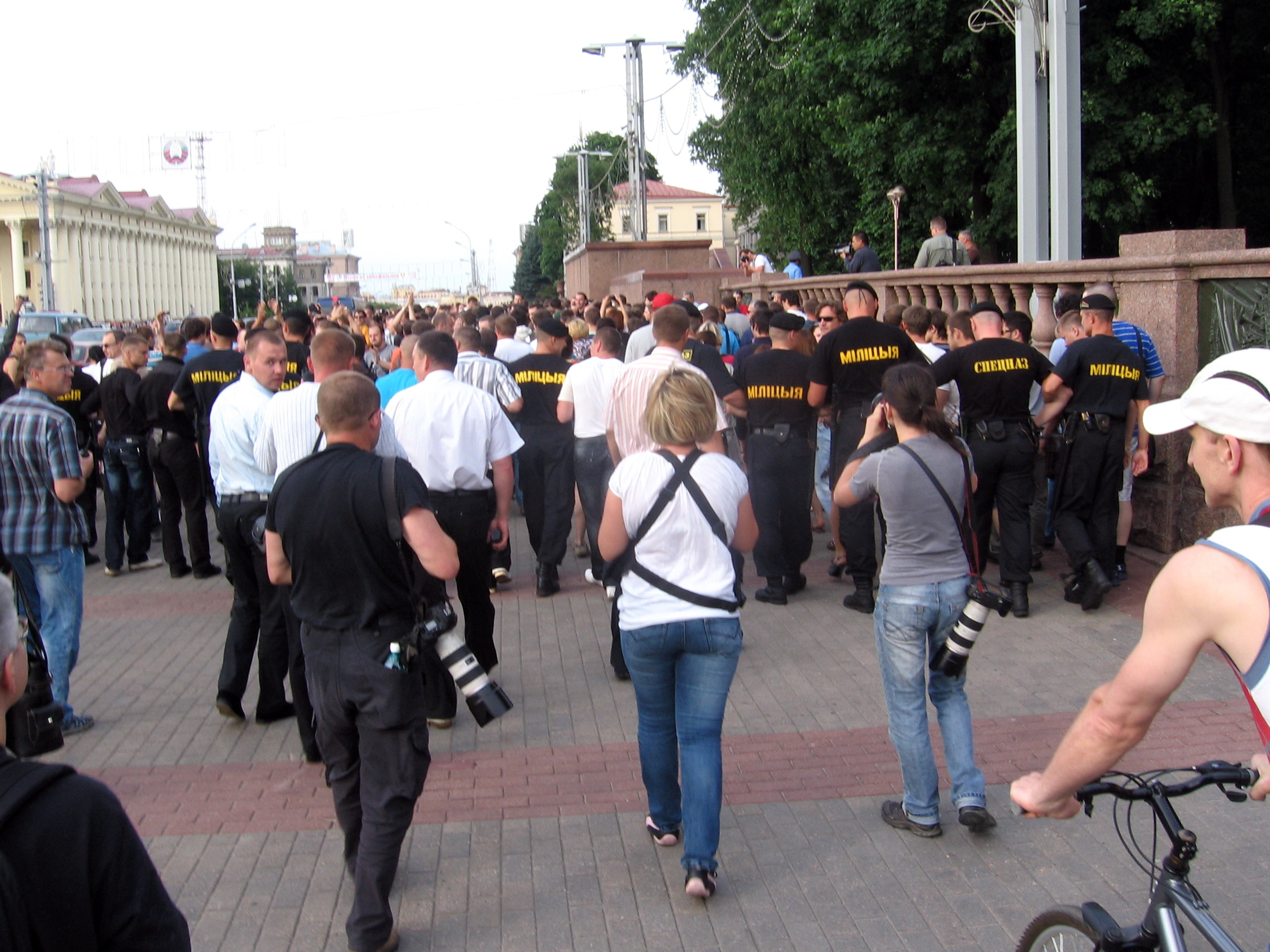
Спецпризначенці відтісняють учасників акції протесту в Мінську (15 червня 2011).

Протести в Білорусі 2011 року почалися у червні. Першою вагомою подією такого характеру стала акція «Стоп бензин!» 7 червня, а згодом у соціальних мережах було узгоджено план системних мовчазних протестів або масових гулянь, які проводять із 8 червня щосереди, починаючи з 19:00 на центральних площах найбільших міст країни. Як правило, вони мали такий вигляд: люди збиралися у певному заздалегідь визначеному місці без символіки, ходили туди-сюди та час від часу одночасно аплодували. Через якийсь час люди розходилися. Попередню координацію дій проводили в соціальних мережах, через що й виникла самоназва руху — «Революція через соціальну мережу».
Влада використовувала різні способи перешкоджання мовчазним протестам: організовувала на головних площах свої акції, обгороджувала площі турнікетами із забороною руху, обмежувала рух громадського транспорту в центрі міст, оточувала площі міліцією та спецпризначенцями. Безпосередньо на місцях протесту людей, що збиралися групами, розганяли, багатьох затримували (особливо тих, хто не реагував на заборони аплодувати чи накази не стояти на місці). Під час акцій 22 червня та 3 липня з'явилися люди в цивільному («хапуни»), що хапали будь-кого в місцях скупчення людей, без пред'явлення власних документів та оголошення причин своїх дій.
Загальною метою протестів була відставка президента Лукашенка, що незмінно керував країною з 1994 року, та звільнення політичних в'язнів, затриманих зокрема після виборів президента в грудні 2010. За офіційними даними, Лукашенко переміг на виборах набравши майже 80% голосів. Багатьох людей було заарештовано під час протестів проти фальсифікації результатів.

## Передумови
Червневі протести стали наслідком ускладнення економічної ситуації в Білорусі, зокрема девальвації білоруського рубля на 56% від 23 травня та подальшому значному подорожчанню товарів. Крім того частина суспільства переживала незадоволення соціально-політичною ситуацією в країні, що різко загострилася після президентських виборів 19 грудня 2010 року, розгону тодішніх акцій протесту та подальшим переслідування її учасників, зокрема й кандидатів на посаду президента.

## «Стоп бензин!»
Перша вагома акція під назвою «Стоп бензин» відбулася 7 червня. Її організатором виступила громадська ініціатива «За авто», а метою акції був протест проти підвищення роздрібних цін на автомобільне паливо на білоруських АЗС в середньому на 30%, рішення про яке напередодні прийняла державна компанія Белнефтехим. Це було вже четверте підвищення вартості палива 2011 року.
Сотні автомобілістів заблокували центр Мінська, колона автомобілів з увімкненими аварійними сигналізаціями та символікою акції розтяглася від Головпоштамту до Центрального універсаму. Назустріч їй рухалася інша, яка займала проспект між площами Якуба Колоса та Перемоги. Третя група виїхала на проспект в районі цирку. Водії зупинялися, утворюючи локальні затори, піднімали капоти.
Крайню праву смугу проспекту Незалежності організатори акції закликали залишати вільною для руху громадського транспорту, хоча не завжди це вдавалося зробити. Втім у таких випадках пасажири виходили з автобусів і аплодували учасникам акції, зібралося сотні глядачів. На міст через Свіслоч на знак підтримки з'їхалися десятки велосипедистів. Автомобілісти заблокували міліцейські евакуатори, які намагалися відвернути машини, що зупинялися. Подекуди даївці намагалися відкотити їх вручну. ДАІ діяла без агресії, ОМОН не втручався, неподалік стояв автозак, який не було задіяно.
У відповідь на протести автомобілістів президент країни Олександр Лукашенко підписав розпорядження про обов'язкове зниження ціни на бензин і неперевищення їх рівня у 4,5 тис. рублів за літр.

## Революція через соціальні мережі

### 8 червня
Відповідно до домовленостей у соціальних мережах, о 19:00 8 червня на Жовтневій площі Мінська зібралося понад 200 осіб, переважно молодь. Вони слухали спів під гітару та підспівували. Співробітники спецслужб за участю начальника мінської міліції Ігоря Євсєєва пильно стежили за ходом події. Акція обійшлася без затримань.
За деякими даними, в Солігорську під час аналогічної акції затримали чотирьох людей «для з'ясування особи».

### 15 червня
Близько 17:00 спецпризначенці почали обгороджувати турнікетами Жовтневу площу Мінська. У центрі міста з'явилося багато автозаків, міліцейських автобусів. На деяких вулицях перекрито проїзд. Через годину група членів БРСМ на площі біля Палацу республіки почала репетицію параду 3 липня. Водночас групи молоді почали збиратися біля входів на станцію метро «Жовтнева» по обидва боки проспекту й уздовж турнікетів. Журналістам заборонили знімати на Жовтневій площі.
О 18:40 потяги на станціях метро «Жовтнева» і «Купалівська» перестали зупинятися. Міліціонери зажадали, щоби журналісти покинули територію площі, в тому числі за огорожею. Загін спецпризначенців у чорному одязі підбіг до групи молоді. Невдовзі прийшов лідер руху «Говори правду!» Володимир Некляєв, він почав розмовляти з представниками міліції.
Водіїв, що сигналами вітали учасників акції, зупиняли співробітники міліції. Учасників акції витискали в район Будинку офіцерів і погнали до вулиці Янки Купали. До 19:40 площу повністю очистили від людей.
О 19:55 люди почали розходитися. О 20:20 міліця почала розбирати загорожі на Жовтневій площі, а через 10 хвилин було відкрито станцію метро «Жовтнева». Всього було затримано 15 осіб, яких ввечері звільнили.
Цього дня акції відбулися також у Гродні (затримано 15 осіб), Бересті (500 осіб, затримано понад 10), Вітебську (бл. 60 осіб, кількох було затримано), Орші (22 особи), Могильові (понад 100 осіб), Гомелі (бл. 100 осіб, кількох було затримано), Солігорську (затримано 19 осіб), Барановичах, Борисові (затримано бл. 30 осіб), Жодіні (30 осіб, затримано 2).

### 22 червня
Задовго до початку акції Жовтневу площу було обгороджено турнікетами, всі підходи перекрили співробітники спецслужб та міліції. У довколишній дворах припаркувалися автозаки та автобуси зі спецпризначенцями. Ближче до 19:00 людей почали виштовхувати від площі у різні боки, на що люди відповіли оплесками.
Станція метро «Жовтнева», як і тиждень тому, не працювала, єдиний автобусний маршрут також було майже припинено. Значну частину проспекту Незалежності було перекрито, а номери автомобілів, які вітали присутніх сигналами, фіксували співробітники ДАІ, що стояли вздовж дороги.
На ділянці проспекту вздовж Жовтневої площі і біля неї міліціонери забороняли зупинятися перехожим. А їхню часту біганину супроводжували оплески людей, що сиділи у літніх кав'ярнях. Невдовзі від будівлі адміністрації президента виїхали кілька автозаків, що повільно рухалися вздовж проспекту. Час від часу зупинялися, і омонівці за руки і ноги закидали людей всередину.
Коли автозаки наповнювалися людьми, на їхнє місце приїжджали нові. Так було затримано десятки осіб, зокрема й журналістів. Всього за цей у країні було затримано бл. 450 учасників аналогічних акцій (згідно з підрахунками правозахисного центру «Вясна»).

### 29 червня
Хоча акції протесту не мали зв'язку з політикою, опозиційні політичні партії висловили їм підтримку та проявили активність, підписавши угоду про утворення спільної платформи (до неї увійшли шість опозиційних партій: ОГП, БНФ, «Справедливого світу», Руху «За Свабоду», БХД і «Говори правду!»).
Березовка. У центрі зібралося бл. 20 осіб.
Берестя. Частину площі Леніна було обгороджено турнікетами, а на самій площі оркестр репетирував виконання національного гімну Білорусі. Спершу люди аплодували кожному виконанню, а коли на площі зібралося бл. 300 осіб, вони рушили вулицею Пушкінською в напрямку до Радянської. ОМОН перекрив вул. Радянську біля пам'ятника 1000-літтю міста, куди також було підігнано 4 автозаки. Відтак біля пам'ятника люди повернули на вул. Гоголя в напрямку бульвару Космонавтів, який також було перекрито. Тут почалися затримання, всього було затримано 73 особи. На піку акції кількість її учасників склала бл. 600 осіб.
Гродно. Центральну площу міста було оточено. Вдень там було похапцем організовано дешевий ярмарок, а ввечері площу оточили турнікетами. Відтак люди зібралися біля площі й рушили вулицею Радянською до площі Леніна, а звідти — до вокзалу. В колоні було 1 тис. — 1,5 тис. осіб.
Мінськ. На Жовтневій площі відбулася організована міською радою та БРСМ молодіжна акція «Беларусь молода». Бл. 19:00 почали збиратися групи людей по 30-79 осіб. Згодом вони пройшли пр. Незалежності від вул. Енгельса до вул. Янки Купали, а також від Будинку офіцерів до вул. Янки Купали з метою вийти на пл. Перемоги. Згодом людей без найменших формальностей (оголошення причин затримання, демонстрації документів) почали хапати та затягували в автобуси люди в цивільному. Всього було затримано понад 160 осіб.
Сморгонь. У народних гуляннях взяло участь 30 осіб.
Зранку 2 липня адміністратори мережі Вконтакте заблокували основну сторінку групи «Революция через социальную сеть [Архівовано 11 червня 2011 у Wayback Machine.]». Крім того було заблоковано також інші менш популярні групи подібного спрямування.

### 3 липня
3 липня в Білорусі відзначають державне свято — День Республіки. Попередньо було заплановано три акції протесту — в часі виступу Олександра Лукашенка, о 19:00 та о 23:00 (під час святкового салюту). Місце проведення першої та третьої акцій — площа біля стели «Мінськ — місто-герой», місце проведення другої мало бути оголошеним у соціальних мережах за годину до початку.
На традиційний парад у центрі Мінська зібралося рекордно мало людей — за оцінками журналістів недержавних видань, бл. 3—4 тис. (включно з представниками правоохоронних органів). На урочистості було запрошено дипломатичних представників інших держав. Деякі з них (зокрема США та кількох країн ЄС) заявили, що отримали запрошення менш ніж за тиждень до події, через що їхня участь у ній стала неможливою. Білоруське телебачення вело пряму трансляцію параду та святкування з 11:55 до 13.23. Святкування були коротшими, ніж у попередні роки.
Бл. 12:00 відбулися перші затримання — затримували тих, хто починав аплодувати. О 19:00 біля Привокзальної площі почали збиратися люди, на площі розмістилися міліція та спецпризначенці, що перешкоджали вільному проходу на площу. Особи в цивільному почали затримувати перехожих, на що люди відповідали оплесками. Згодом особи в цивільному використали сльозогінний газ, аби перешкодити роботі журналістів. Бл. 19:35 затримання припинилися. Невдовзі особи в цивільному зімкнулися в ряди, аби розігнати решту протестувальників. Бл. 20:00 акція закінчилася.
У Могильові цього дня відбулася наймасовіша акція протесту — протестувати вийшли понад 1 тис. осіб. У Гродні було затримано щонайменше 120 осіб. Всього в цей день було затримано бл. 390 осіб: щонайменше 210 — у Мінську і бл. 180 — у регіонах.

### 6 липня
6 липня в Мінську білоруська міліція обмежила доступ до понад десяти площ столиці, на яких планували зібратися учасники акції. У різних місцях міста зібралося по кілька десятків людей. На Жовтневій площі, де збиралися учасники акції найчастіше, навколо неї, і на прилеглих вулицях була висока кількість співробітників правоохоронних органів, було посилено заходи безпеки. Співробітники органів були одягнені переважно в цивільне, по 3-4 людини; відрізнити їх можна було за пильною увагою до оточення (декого вони зупиняли для короткого опитування про мету перебування в конкретному місці), навушниками радіопередавачів і раціями. Серед затриманих, за свідченням очевидців, були так само фотокореспонденти.
Іншими місцями збору було оголошено майданчик біля Національної бібліотеки, біля Палацу спорту на проспекті Переможців, біля Будинку культури залізничників. Акція проходила відразу в 9 точках (по одному в кожному з районів міста). Не менше 100 чоловік зібралося в Заводському, Ленінському, Московському та Радянському районах, у Фрунзенському районі — близько 200. Події акції розгорталася за стандартним сценарієм: спочатку співробітники міліції у формі пропонували людям, що зібралися на площах, негайно розійтися, на що присутні відповіли оплесками. Відразу з'являлися групи невідомих у цивільному, які, застосовуючи грубу фізичну силу, хапали протестувальників і заштовхували їх у спеціальні автобуси або автомобілі — переважно без номерних знаків.
Співробітники міліції одягнені в цивільне, дуже недружелюбно реагували на журналістів, які зібралися в місцях передбачуваного проведення акцій. Їх витісняли з майданчика біля Палацу спорту. При цьому вони проводили оперативну відеозйомку. Співробітники міліції заявили, що не дадуть журналістам знімати фото- та відеоматеріали, навіть якщо акція буде відбуватися.
Всього в Білорусі міліція затримала понад 200 осіб під час несанкціонованих акцій. У Мінську було затримано понад 100 осіб, в регіонах — понад 90. Основні затримання сталися біля Національної бібліотеки в Мінську, на площі Бангалор, в Московському районі (біля центру «Титан»), біля Будинку культури МТЗ. У мікрорайоні Серебрянка затримували покупців, що виходять з гіпермаркету. Серед затриманих були також і журналісти. Всього було затримано 25 представників білоруських і зарубіжних ЗМІ. Акції протесту відбулися також у Вітебську, Бересті, Гродному, Могильові, Бобруйську, Борисові, Молодечному, Пінську та багатьох інших містах республіки. 7 липня почалися судові процеси над затриманими, яких звинувачують і засуджують за статтею Кодексу про адміністративні правопорушення 17.1 «Дрібне хуліганство», засуджуючи до штрафів.
Крім того акції солідарності відбулися за межами Білорусі — біля посольств Білорусі в Москві, Вільнюсі та Варшаві.

### 13 липня
За кілька годин до початку акції білоруська влада заблокувала доступ до сайту «ВКонтакте», де утворилася інтернет-спільнота «Революція через соціальну мережу». Цієї середи початкові збори було призначено на центральні універмаги, магазини та торгові центри столиці — «Білорусь», «Європейський», «Чкаловський», «Рига», «Корона», а також ресторан «Максібіс». Згодом присутні повинні були рухатися до найближчої станції метро, виходити на визначених заздалегідь станціях і рухатися центральним проспектом Незалежності назустріч один одному. Місцем зустрічі було визначено площу Якуба Коласа.
Акція відбулася в новому форматі. Учасники мали намір використати мобільні телефони, які повинні були задзвонити рівно о 20.00 в багатьох білоруських містах. На мелодії будильника було вирішено поставити пісню Віктора Цоя «Перемен!».
У Мінську на площі Якуба Коласа було затримано близько 25-30 осіб. Також було затримано й кореспондента «Радіо Свобода» Олега Грузділовича. Процес затримання учасників почали знімати журналісти, яких стали розганяти працівники міліції в цивільному, крім того, вони закривали об'єктиви фото- й відеокамер, хапали журналістів за руки. В оператора агентства Reuters спробували відняти камеру. Працівники ОМОНу відтіснили частину людей із площі. На підтримку протестувальників сигналили, проїжджаючи, автомобілісти, з багатьох автомобілів так само звучала пісня Віктора Цоя «Перемен». Проти протестувальників на площі було направлено численні групи невідомих у цивільному. При цьому вони демонстративно порушували закони і застосовували грубу фізичну силу. Людей затримували так само й до початку акції. Усього в ході акцій протесту 13 липня було затримано не менше 100 осіб. На площі Якуба Коласа в Мінську затримання проводила велика група людей спортивної статури в цивільній формі, якими командував також одягнений в цивільний одяг заступник начальника ГУВС Мінського міськвиконкому Ігор Євсєєв. Як тільки в учасників акції протоеста задзвонили телефони, силовики стали затягувати їх в автозаки. Всім затриманим було пред'явлено звинувачення за стандартною схемою: за дрібне хуліганство, непокору вимогам влади або ж за нібито публічну нецензурну лайку в громадському місці. При цьому у всіх випадках свідками виступають співробітники міліції. Частину затриманих було покарано адміністративними арештами на термін від 3 до 15 діб, частину оштафовано.
Крім Мінська акції та затримання відбувалися також у Гомелі, Бересті, Могильові (на Ленінської вулиці, біля діагностичного центру), Вітебську, Жодіні, Слуцьку, Солігорську та низці інших міст. Знову серед числа затриманих було чимало випадкових людей. Так, наприклад, в Гомелі було затримано італійського підприємця, співвласника однієї з міських кав'ярень.
На запитання журналістів про те, хто затримує учасників акції, а також перешкоджає роботі журналістів, офіційний представник правоохоронних органів Мінська, не зміг відповісти: «Не знаю, хто затримує громадян. У Мінську міліції багато», — сказав прес-секретар міського управління внутрішніх справ Олександр Ластовський.
Хоча географія поширення акцій збільшилася, кількість учасників у Мінську 13 липня була порівняно меншою. Крім Білорусі, 16 липня акції підтримки відбулися також у Вільнюсі та Лондоні.

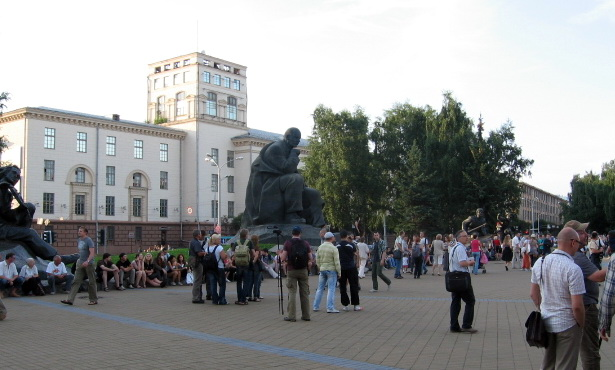
Акція на площі Якуба Коласа, Мінськ
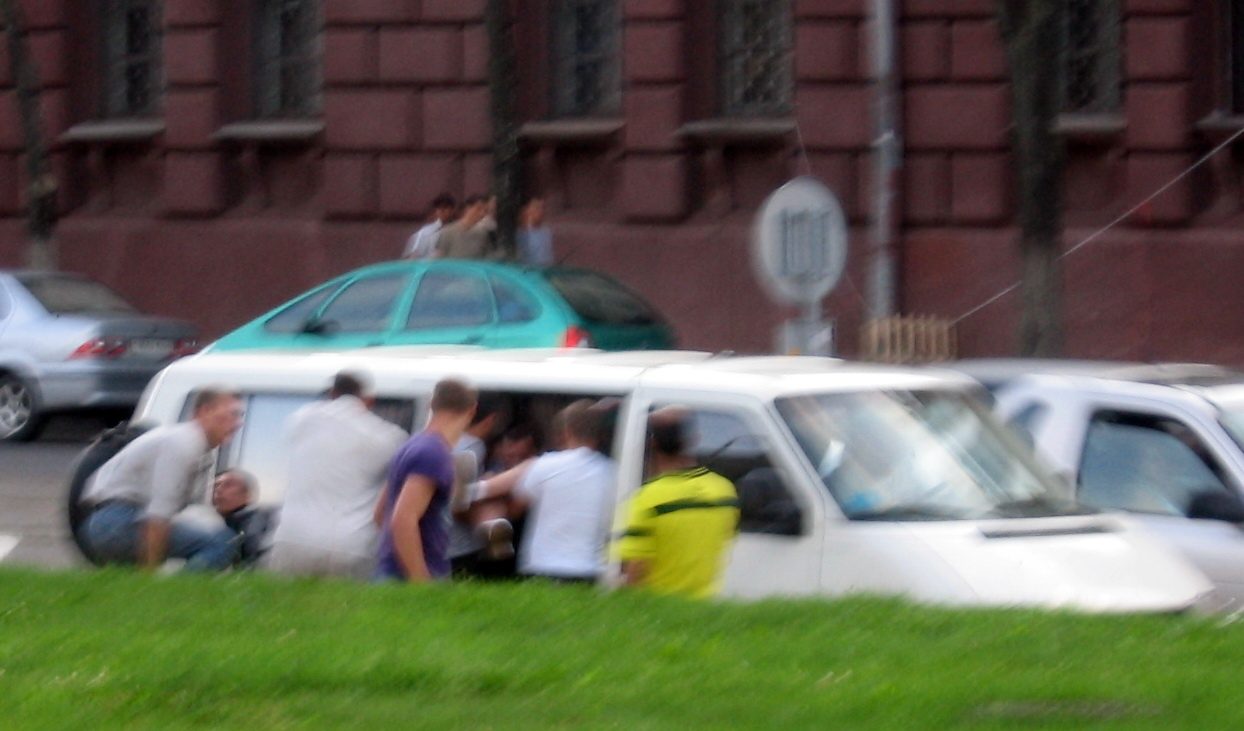
Затримання одного з учасників особами в цивільному
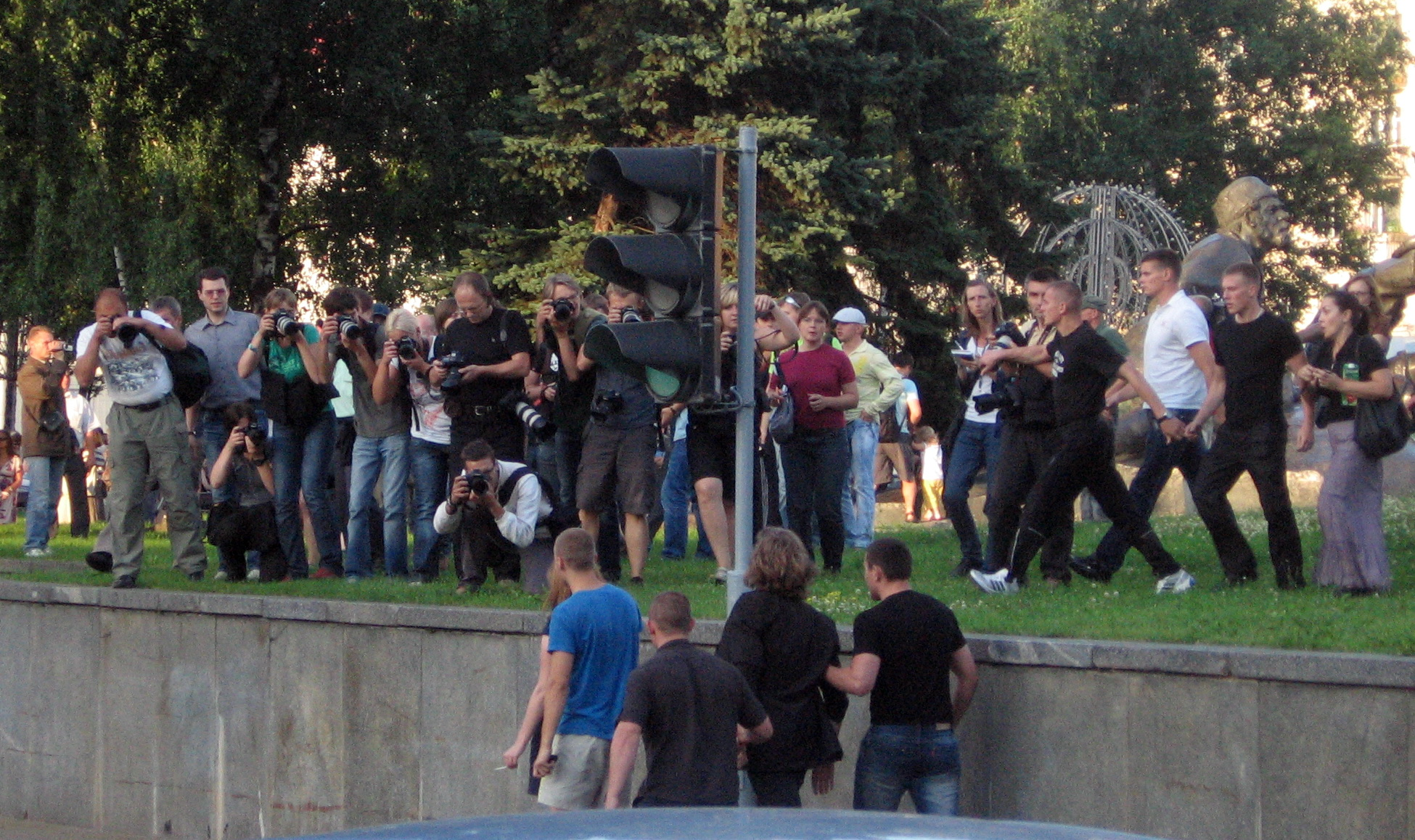
Затримання одного з учасників особами в цивільному
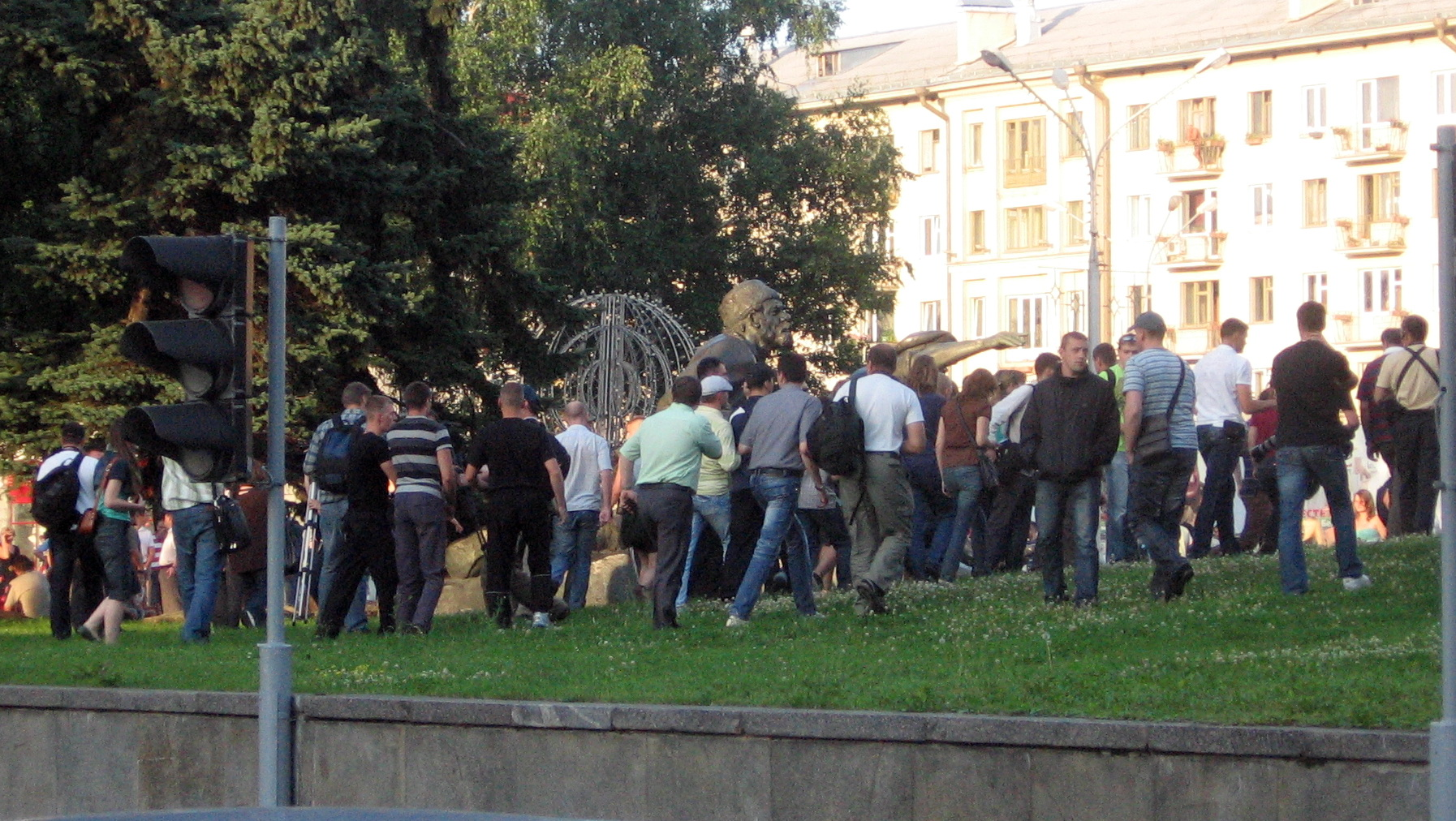
Відтиснення журналістів, що знімали затримання учасника акції

### 20 липня
У Мінську було вирішено повернутися до колишнього місця проведення акції — Жовтневої площі.
Приблизно о 18:25 працівники ДАІ почали перекривати руху приватного автомобільного транспотру. Покроково перекривали рух навколо Жовтневої площі. На початку автомобілі зайняли позиції на площі Перемоги, потім на перетині пр. Незалежності та пр. Машерова, далі на перетині пр. Незалежності та вул. Сурганова і аналогічно з іншого боку. Автотранспорт направляли в об'їзд, не пускаючи на проспект; пропускали тільки громадський транспорт. Час від часу працівники ДАІ пропускали невелику кількість автотранспорту, дозуючи потік машин проспектом. Таким чином, повз площу проїжджає зовсім мало автомобілів в час пік. Імовірно, це було зроблено через те, що за планами організаторів акції протесту, цього дня планували заблокувати проспект Незалежності перед Жовтневою площею автомобілями, провівши акцію, подібну на «Стоп-бензин».
Цієї середи на Жовтневій площі учасників зібралося менше, тиждень тому. Навколо самої площі, стояло багато мікроавтобусів без номерів, автобуси «ПАЗ». Поруч із ними перебували люди в цивільному і працівники ДАІ. Міліцейські автобуси також стояли за будинками, прилеглими до Жовтневої площі, і на площі Свободи, біля мінської ратуші.
О 19:22 спецпризначенці оточили частину Жовтневої площі з боку універсаму «Центральний» і почали витісняти людей у бік площі Свободи. Кілька десятків учасників акції, аплодуючи, рушили у бік цієї площі. Спецпризначенці розсікли натовп на дві частини. Одна частина рушила в бік розважального комплексу «Журавинка» на березі річки Свіслоч, інша спробувала повернути на проспект біля ГУМу. Група людей у цивільному з раціями знову направила їх у бік вулиці Інтернаціональної. Учасники почали скандувати «Жыве Беларусь!».
О 19:32 почалися затримання учасників акції. На перехресті вулиць Інтернаціональної та Леніна під'їхав автобус без номерів, з якого почали вискакувати молоді люди в цивільному. Було затримано щонайменше шістьох осіб, яких відвезли в невідомому напрямку. Решта учасників акції рушили в бік кінотеатру «Перемога», куди так само під'їхав автобус. Тут було затримано декількох осіб, зокрема працівника «Єврорадіо» Тимофія Скибенка. Біля кінотеатру продовжилися затримання. Люди в цивільному грубо заштовхували людей до автобуса. Було затримано Олену Лиховид, мати активіста руху «За свободу!» Микити Лиховида, засудженого у справі про масові заворушення в Мінську 19 грудня 2010 року. За попередньою інформацією, в УВС Центрального району було доставлено 16 осіб, затриманих під час акції. Прес-служба оргкомітету зі створення партії «БХД» повідомила про затримання невідомими в цивільному двох своїх активістів — Ольги та Володимира Хіневичів. Всього у Мінську було затримано понад два десятки людей, що плескали в долоні. Усіх затриманих проводжали в автобуси під оплески.
Акції підтримки відбулися в Києві (о 14.00) біля білоруського посольства, у Львові (о 14.00) біля Опери, в Донецьку. На 21 липня білоруські студенти Кракова запланували акцію солідарності з демонстрантами. Учасники акції вирішили пройти навколо головної площі, ляскаючи в долоні.

### 3 серпня
Вілейка стала єдиним містом в Білорусі, де цього дня кілька людей все ж вийшли на площу і де відбулися затримання. При тому в цьому місті зустріч швидше виявилася спонтанною, ніхто не координував акцію з адміністраторами РЧСМ. Кілька знайомих випадково зустрілися на площі, й поаплодували жінці, яка у приватній бесіді сказала їм, що збирається виїхати з Білорусі. Відразу після цих оплесків на групу знайомих налетіли співробітники і запитали їхні документи. Хто мав документи, ті пред'явили їх. Попри це всіх посадили в підігнану машину й повезли до відділення для «встановлення особи» (в маленькому місті, де співробітники міліції і без того знають їх в обличчя). У машину посадили всіх трьох хлопців, і, крім того, саму жінку (матір тритижневої дитини, разом з візком і дитиною). Згодом жінку з дитиною відпустили, а на хлопців склали протокол «про участь у несанкціонованому мітингу».

### 17 серпня
Попри те, що організатори інтернет-спільноти «Революція через соціальну мережу» оголосили про перерву в заходах до вересня, акція відбулася в Гомелі (без координації з адміністрацією РЧСМ) о 19.00 біля фонтану біля цирку на площі Повстання. На акцію зібралися приблизно 20-25 осіб, міліції ще більше. Співробітники ДАІ затримали Дмитра Корєшкова, коли він збирався їхати на своєму автомобілі.

### Зміна формату
В кінці липня рух «Революція через соціальні мережі» вирішив прийняти організовану форму і структуруватися. Основою руху вирішено зробити автономні групи опору, «міні-організації», що складаються з 3 — 20 осіб, з організацією через мережевий центр і за допомогою контактів між цими групами. У проведенні акцій протесту організатори вирішили зробити перерву на невизначений час.